# 유니적시광리
《유니적시광리》(有你的时光里)는 2025년 방송되었던 중국의 드라마이다.

## 줄거리
- 어려서부터 성격이 달랐던 왕가의 두 자매. 언니 왕옌은 선천성 빈혈을 앓고 있고 여동생 왕링쥔은 제멋대로에다 짖궂은 성격을 보인다. 가족들의 반대에도 불구하고 선전으로 온 왕링쥔은 선전에서 생활하던 왕옌의 평온한 일상을 깨트린다. 백수가 된 왕링쥔은 왕옌의 집에 얹혀살게 되고 소란스러웠던 두 사람의 일상은 함께 지내는 과정에서 조화와 화목을 이루고 각자 원하는 사랑도 이룬다. 그러던 중 왕옌의 지병이 재발하자 한때 언니로부터 도망치고 싶었던 왕링쥔은 그녀의 곁에 머물기로 결심한다. 일과 삶에 닥친 일련의 풍파를 겪으며 왕옌은 마음의 짐을 내려놓고 왕링쥔 또한 응어리를 풀고 자매는 함께 새로운 삶을 시작한다.

## 등장 인물
- 퉁야오 - 왕옌 역
- 주의연 (周依然) - 왕링쥔 역
- 리쩌펑 - 가오첸 역
- 장자현 (张子贤) - 랴오판무 역
- 마백건 (Victor Ma) - 웨촨 역
- 장멍제 - 리페이 역
- 왕경송 (王劲松) - 왕카이밍 역
- 류단 (刘丹) - 옌팡 역
- 마더중 - 팡리 역
- 김충 (金翀) - 한샤오제 역
- 영심 (宁心) - 차오쿤쿤 역

## 참고 사항
- 극중 랴오판무 역을 맡은 장자현은 인심구락부가 종영하는 동시에 바로 출연하였다
- 가오첸과 왕옌 역을 맡은 퉁야오와 리쩌펑은 겨우, 서른이후 5년만에 재회하였다